# 阿维尼斯塞尔伊
阿维尼斯塞尔伊（Avinissery），是印度喀拉拉邦Thrissur县的一个城镇。总人口11462（2001年）。

## 人口
该地2001年总人口11462人，其中男性5677人，女性5785人；0—6岁人口1327人，其中男651人，女676人；识字率83.45%，其中男性为86.17%，女性为80.78%。